# Електропостачання

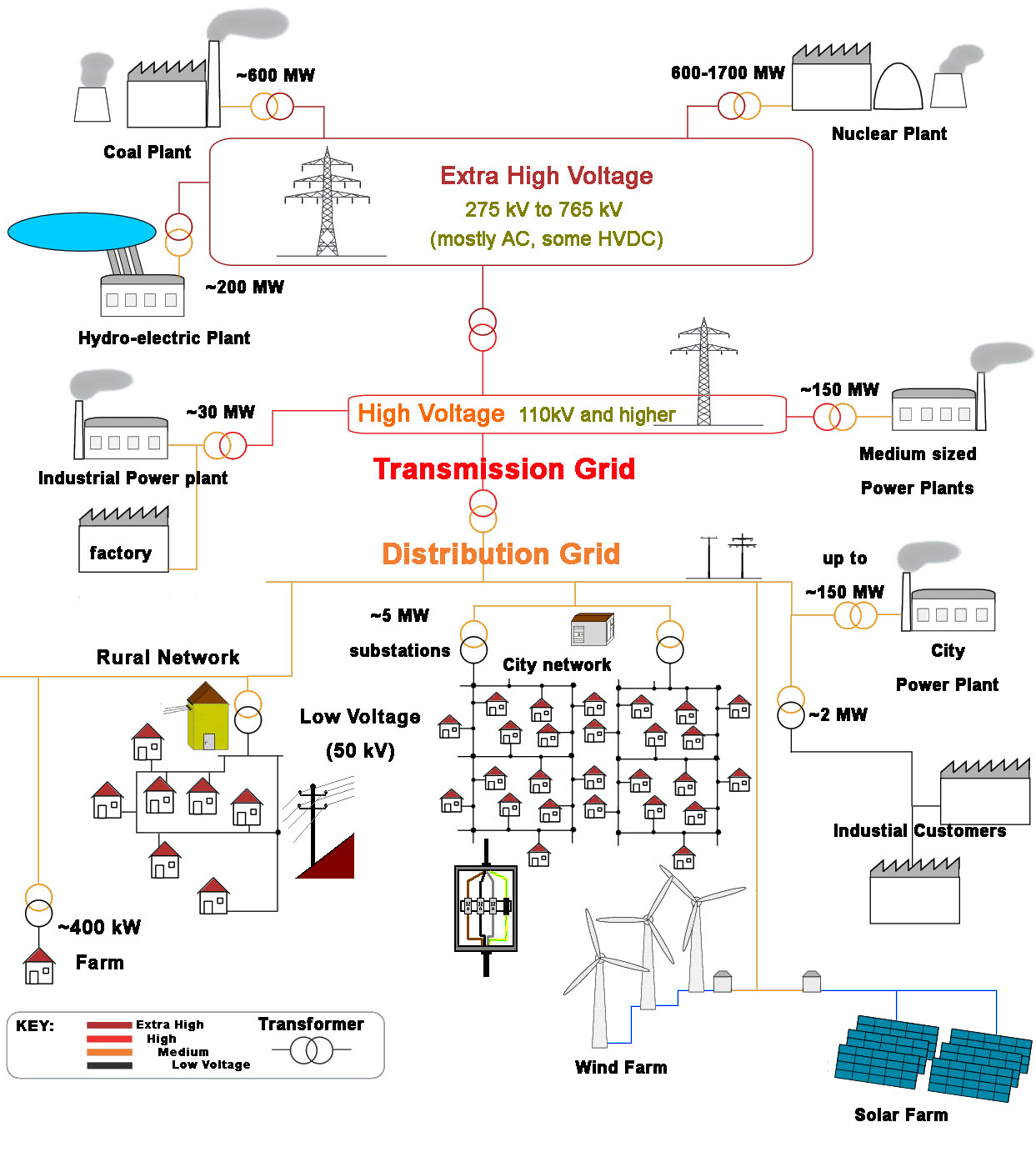
Структурна схема електропостачання характерна для європейських країн

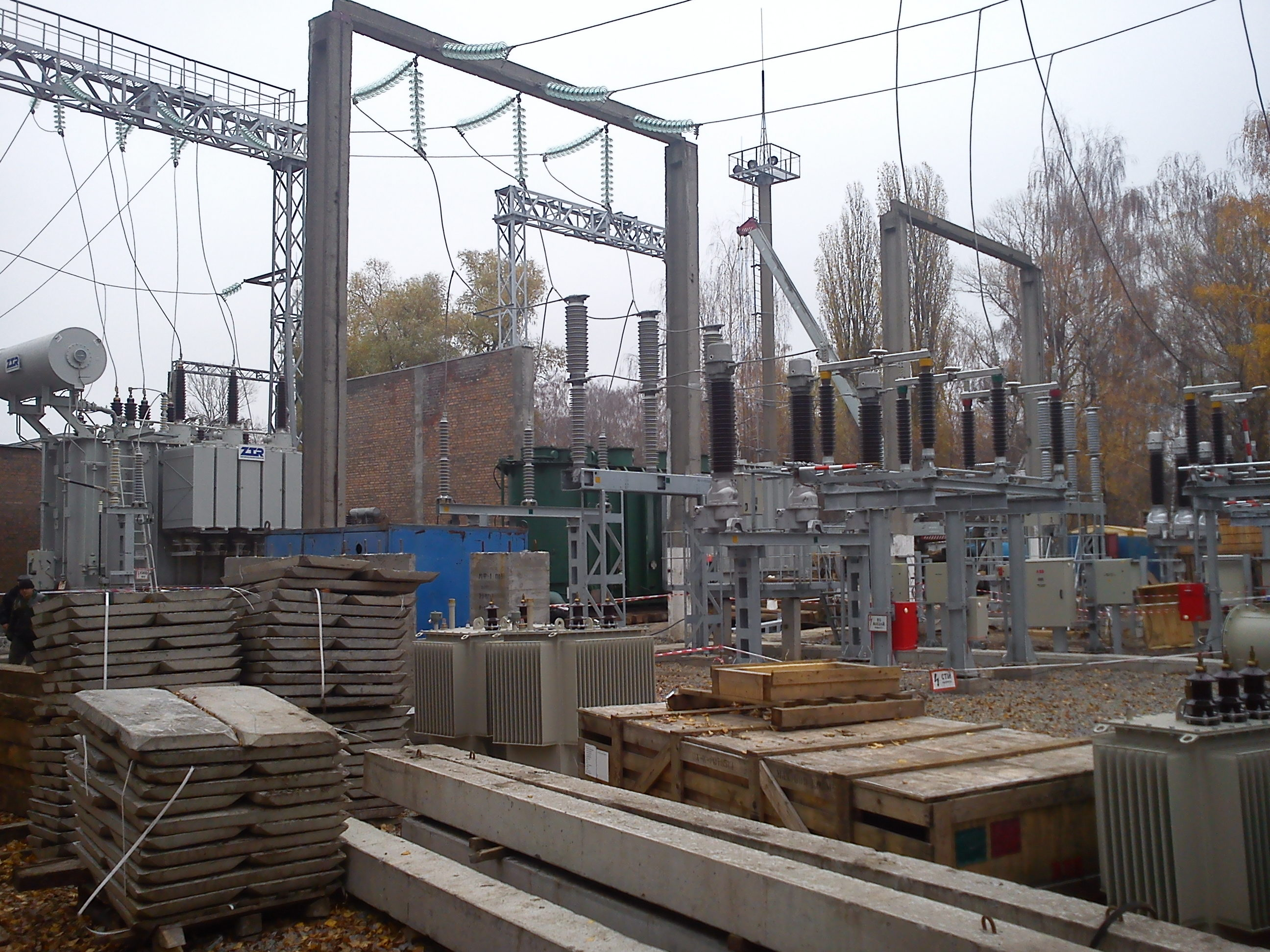
Трансформаторна підстанція 110/35/10 кВ відкритого типу

Електропостача́ння (постачання електричної енергії, енергопостачання) — це комплекс технічних засобів і організаційних заходів для забезпечення споживача електроенергією; надання електричної енергії споживачу за допомогою технічних засобів передачі та розподілу електричної енергії на підставі договору.

## Види
Електропостачання заведено розділяти на зовнішнє і внутрішнє.
Під зовнішнім електропостачанням розуміють комплекс споруд, що забезпечують передавання електроенергії від пункту приєднання енергосистеми до пункту приєднання споживача.
Внутрішнє електропостачання — комплекс мереж і підстанцій, розташованих на території споживача.

## Стандарти якості
Електропостачання споживачів повинно виконуватися від електричної мережі з глухозаземленою нейтраллю 380/220 В з системою заземлення TN-S або TN-С-S. При реконструкції житлових та громадських будівель, що мають напругу мережі 220/127 В або 3х220 В, необхідно передбачати переведення мережі на напругу 380/220 В із системою заземлення TN-S або TN-С-S.
З 1 липня 2025 року в Україні почнуть діяти стандарти якості електроживлення, гармонізовані із європейськими вимогами - зокрема, відбудеться перехід на номінальну напругу 230/400 В. Межі допустимого відхилення напруги становитимуть від 207 до 253 В (±10 % від номінального значення 230 В).

## Тарифи та облік електроенергії
Постачальник електричної енергії (або енергопостачальник) зобов'язаний укласти зі своїми споживачами договори, розроблені за Типовим договором про користування електричною енергією, затвердженим Постановою Кабінету Міністрів України від 26.07.1999 р. № 1357.
Тарифи на електричну енергію для населення встановлюються Національною комісією, що здійснює державне регулювання у сфері енергетики (НКРЕ, з 10.09.2014 — НКРЕКП).
Одиницею обліку електроенергії є кіловат-година (кВт·год). Щомісячна оплата послуг з електропостачання визначається множенням тарифу на кількість спожитих кВт·год.
Як правило, фактичне споживання електроенергії обчислюється за показниками лічильника, знімання показань якого щомісячно здійснює сам споживач або енергопостачальна компанія. Енергопостачальник має право контролювати правильність знімання показань приладів, а також самостійно знімати ці показання.

## Надійність електропостачання
Щодо надійності електропостачання споживачі електричної енергії діляться на три категорії:
- Електроспоживачі I категорії — перерва в електропостачанні яких може призвести до небезпеки для життя людей, значні матеріальні втрати, пошкодження вартісного обладнання, масовий брак продукції, збій складного технологічного процесу, порушення функціонування особливо важливих елементів комунального господарства. Зі складу І категорії виділяють особливу групу споживачів, безперебійна робота яких необхідна для попередження загрози для життя людей, вибухів та пожеж, пошкодження дорогого обладнання;
- Електроспоживачі II категорії — перерва в електропостачанні яких призводить до масового недовідпуску продукції, масовим простоєм робочих, механізмів та промислового транспорту, порушення життєдіяльності значної кількості міських та сільських жителів;
- Електроспоживачі III категорії — всі інші споживачі електроенергії, які не підпадають під визначення I та II категорій. Електропостачання приймачів III категорії надійності електропостачання може здійснюватись від одного джерела живлення за умови, що перерва в електропостачанні, яка необхідна для ремонту і заміни пошкодженого елемента системи електропостачання, не перевищує однієї доби[4].

## Електропостачання населених пунктів
В Україні система електропостачання міст, як правило, включає елементи енергетичної системи, що забезпечують розподіл електроенергії споживачам. До міських електричних мереж відносяться:
- мережі електропостачання напругою 35—110 (150) кВ, до складу яких входять кільцеві мережі зі знижуючими підстанціями (ПС), лінії і підстанції глибоких вводів (під підстанцією глибокого вводу розуміється закрита підстанція, яка розташована у житловій або промисловій зоні міста та живиться радіальною зарезервованою повітряною або кабельною лінією електропередачі);
- розподільні мережі напругою 6—10 кВ, до складу яких входять розподільчі пункти (РП) та трансформаторні підстанції (ТП) і лінії, які з'єднують ПС, РП та ТП між собою;
- розподільні мережі 0,4 кВ.

Мережа електропостачання виконує дві основні функції: здійснює паралельну роботу джерел живлення і розподіляє енергію серед районів міста. Подібні мережі виконують у вигляді кільця. Напруга кільцевої мережі визначається розмірами міста. Для великих і дуже великих міст вона виконується на напругу 110 (150) кВ (навколо Києва — 330 кВ).
Розподільні мережі залежно від рівня надійності споживачів поділяються на такі види:
- прості радіальні мережі з мінімальною надійністю;
- петльові схеми (які мають двобічне живлення) як найбільш розповсюджені для розподільних мереж міста;
- петльові автоматизовані мережі. Автоматичне введення резерву застосоване для найбільш відповідальних споживачів.